# Бониццони, Луиджи
Луиджи Бониццони (итал. Luigi Bonizzoni; 23 ноября 1919 года, Милан, Италия — 6 декабря 2012 года, Оссона) — итальянский футболист, полузащитник, после завершения карьеры футболиста тренировал ряд сильных итальянских клубов. Племянник известного защитника «Милана» 30-х годов Джузеппе Бониццони.

## Карьера
Бониццони является воспитанником «Милана», но за первую команду клуба не провёл ни одного матча, дебютировав во взрослом футболе в клубе «Леньяно», в дальнейшем выступал в клубах Серии B и Серии C, и завершил игровую карьеру в 27-летнем возрасте. После окончания второй мировой войны занялся тренерской деятельностью, первоначально тренировал клубы низших дивизионов, но постепенно вырос до уровня клубов Серии А, в которой он на должности главного тренера принял участие в 10 чемпионатах, работая в разное время с клубами «Палермо», «Комо», «Аталанта», «Эллас Верона», «Милан», «Удинезе», «Мантова» и «Фоджа». Вершиной тренерской карьеры Бониццони стала работа в «Милане», с которым он стал чемпионом Италии. В сезоне 1964/65 единственный раз в карьере тренировал иностранный клуб, швейцарскую «Беллинцону». Закончил свою тренерскую карьеру Бониццони в 1973 году, в клубе «Империя».

## Достижения
- Чемпион Италии (1): 1958/59